# Lalou Bize-Leroy
Lalou Bize-Leroy (* 1932 in Paris als Marcelle Leroy) ist eine französische Winzerin. Sie war Mitinhaberin des berühmtesten Weingutes in Burgund, der Domaine de la Romanée-Conti, und ist seit 1974 aktive Partnerin als Vertreter der Leroy-Familie mit ihrem Kompagnon, Aubert de Villaine aus der Miteigentümer-Familie de Villaine.
Zusammen mit de Villaine wirkte Bize-Leroy darauf hin, dass die Weine der Weinlage Romanée-Conti aber auch anderer Grand-Cru Lagen zu den meistgesuchten und teuersten Weinen der Welt gehören.
Nach einer Serie von Streitigkeiten und Auseinandersetzungen schied Bize-Leroy als Miteigentümerin und aktive Winzerin aus. Unter anderen Gründen wurde die Unzufriedenheit Bize-Leroys über de Villaines Beteiligung an einer Verkostung bekannt. Diese als „Weinjury von Paris“ bekanntgewordene Verkostung hatte zum Ziel, die klassischen französischen Weine gegen die aufkommenden hochklassigen kalifornischen Weine zu bewerten.
Dieser Konflikt brachte sie dazu, bei den Anteilseignern der Domaine de la Romanée-Conti auszuscheiden. Sie erwarb die Domaine Charles Nöellat, die heute unter dem Namen Domaine Leroy geführt wird. Mittlerweile werden die Weine von Bize-Leroy qualitativ sehr hoch eingeschätzt und gehören zur Spitzenklasse in Burgund.
Sie war mit Marcel Bize verheiratet.